# Зелькович, Адриан
Адриа́н Зе́лькович (словен. Adrian Zeljković; род. 19 августа 2002, Жалец) — словенский футболист, защитник словацкого клуба «Спартак» и сборной Словении.

## Клубная карьера
Адриан Зелькович является воспитанником словенских клубов «Марибор» и «Целе».
В ноябре 2020 года футболист дебютировал на профессиональном уровне, выйдя на поле в составе столичной «Олимпии» в матче чемпионата Словении. В «Олимпии» Зелькович провел всего четыре матча, а с 2021 года выступал в клубе «Табор».
Летом 2023 года Зелькович перешёл в словацкий клуб «Спартак» (Трнава), с которым подписал контракт на четыре года. Также в составе «Спартака» Зелькович дебютировал на международном уровне, играя на групповом этапе Лиги конференций.

## Карьера в сборной
20 января 2024 года в товарищеском матче против сборной США Адриан Зелькович впервые вышел на поле в составе сборной Словении.
Летом 2024 года футболист получил вызов в национальную команду для участия в чемпионате Европы 2024 в Германии.